# Knock Knock (Album)
Knock Knock ist das siebte Studioalbum von Bill Callahan unter dem Pseudonym Smog. Es erschien im Januar 1999 in Amerika auf Drag City und in Europa durch Domino Records. Das Album ist die vierte und letzte Kollaboration mit dem Produzenten und Musiker Jim O’Rourke.

## Hintergrund
Knock Knock gilt als das bekannteste Album des Künstlers. Es führt Callahan's Sound weiter in einen folkigen Stil mit Ecken und Kanten. Held war die erste Singleauskopplung des Albums. Es folgte die Single Cold Blooded Old Times, welche durch das Vorkommen im Film High Fidelity mit John Cusack und Jack Black den Erfolg von Callahan festigte. Der Song war auch auf dem Soundtrack des Films enthalten.
Außerdem war der Song „Teenage Spaceship“ auf dem Soundtrack zum deutschen Film Crazy (2000) vom Regisseur Hans-Christian Schmid. „Hit the Ground Running“ erschien im Film „Swimming“ (2000).
Neben den zwei bereits erwähnten Singleauskopplungen wurde noch die Single Look Now veröffentlicht, welche als B-Seiten die zwei japanischen Bonustracks aufführte.

## Gastmusiker
Im Track „Sweet Treat“ spielt der amerikanische Gitarrist Loren Mazzacane Connors Gitarre und Tim Mulvenna saß am Schlagzeug. Außerdem spielte Jim O’Rourke auf der Platte Piano und ein nicht näher bekannter „Wurley“ spiele zusätzlich Gitarre.

## Cover
Auf dem Cover ist eine ausgestopfte Wildkatze zu sehen, während im Hintergrund das Foto eines Blitzeinschlags das Cover dominiert. Bill Callahan bezog das Cover auf zwei Zen-Metaphern, nach denen das Leben wie ein Blitz oder wie ein Schrei einer Wildkatze sei, obwohl auch spekuliert wird, dass es eine Referenz zu Cat Power, der damaligen Freundin von Callahan, sei.

## Rezeption
Pitchfork Media gab der Platte eine sehr positive Bewertung mit 9,7/10 Punkten. Auch allmusic vergab 4,5 von 5 Punkten an die Platte. Die Kritikerin Heather Phares schreibt:

„Es ist ein bewegendes Album auf vielen Leveln; die Songs haben nicht nur die für Smog typische emotionale Intimität, die Themen entfernen sich von schwierigen, klaustrophoben Situationen hin zur Reife und Akzeptanz“

## Titelliste
Alle Songs von Bill Callahan.
1. „Let's Move to the Country“ – 3:05
2. „Held“ – 4:02
3. „River Guard“ – 6:22
4. „No Dancing“ – 3:00
5. „Teenage Spaceship“ – 3:58
6. „Cold Blooded Old Times“ – 4:14
7. „Sweet Treat“ – 2:59
8. „Hit the Ground Running“ – 6:56
9. „I Could Drive Forever“ – 5:15
10. „Left Only with Love“ – 2:52

Bonustracks auf der Japan-Edition:
1. „Look Now“ – 3:24
2. „The Only Mother“ – 3:29